# Dholera

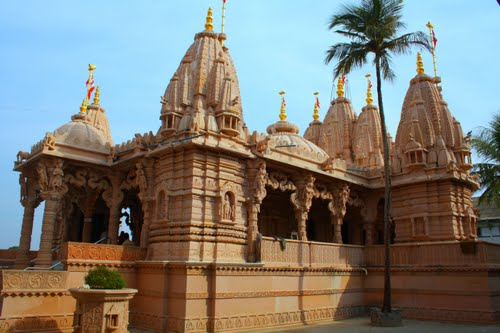
Tempel i Dholera.

Dholera är en by i den indiska delstaten Gujarat, och tillhör distriktet Ahmedabad. Folkmängden uppgick till 2 779 invånare vid folkräkningen 2011.
Dholera låg förr omedelbart vid Cambaybukten men är nu skild därifrån genom ett träsk. Orten är en handelshamn för bomullsindustri och bomullshandel. Dholera har givit namn åt en på den europeiska marknaden välbekant bomullssort.